# Abadia de Lavendon
A Abadia de Lavendon foi uma abadia Premonstratense em Buckinghamshire, Inglaterra. Foi estabelecida na década de 1150 sendo dissolvido em 1536.